# مارك هاينز (لاعب كرة قدم أمريكية)
مارك هاينز (بالإنجليزية: Mark Haynes)‏ هو لاعب كرة قدم أمريكية أمريكي، ولد في 6 نوفمبر 1958 في كانساس سيتي في الولايات المتحدة.

## وصلات خارجية
- مارك هاينز على موقع مرجع كرة القدم المحترفة.كوم (الإنجليزية)